# Буржоазна революция
Буржоазна революция е термин, използван в марксистката теория за обозначаване на социална революция, която има за цел да унищожи феодалната система или нейни останки, да установи управление на буржоазията и да създаде капиталистическа държава. В колонизирани или покорени страни буржоазните революции често приемат формата на война за национална независимост. Холандската, Английската, Американската и Френската революции се считат за архетипни буржоазни революции, защото се опитват да изчистят останките от средновековната феодална система, така че да проправят пътя за възхода на капитализма. Терминът обикновено се използва за разграничение от „пролетарска революция“ и понякога се нарича „буржоазно-демократична революция“.

## Теории за буржоазната революция
Според една версия на двуетапната теория, буржоазната революция се твърди, че е необходима стъпка в движението към социализъм, както смята Георгий Плеханов. Според тази гледна точка страни като Руската империя, които са запазили своята феодална структура, отначало ще трябва да установят капитализъм чрез буржоазна революция, преди да могат да извършат пролетарска революция. По времето на Руската революция меншевиките утвърждават тази теория, като твърдят, че революция, водена от буржоазията, е необходима за модернизиране на обществото, установяване на основните свободи и преодоляване на феодализма, което ще създаде условията, необходими за социализма. Този възглед е основен в марксистко-ленинския анализ.
Политическият социолог Барингтън Мур младши определя буржоазната революция като един от трите пътя на преход от прединдустриалното общество към съвременния свят, в който капиталистическият начин на производство се комбинира с либералната демокрация. Мур идентифицира Английската, Френската и Американската революция като примери за този път.
Историкът Нийл Дейвидсън смята, че нито установяването на демокрация, нито краят на феодалните отношения са определящи характеристики на буржоазните революции, а вместо това подкрепя определението на Алекс Калиникос за буржоазните революции като такива, които създават „независим център на натрупване на капитал“. Чарлз Пост нарича това консеквенциализъм, при който за настъпване на буржоазните революции не се изисква предварително развитие на капитализма или буржоазна класа и че те се определят само от резултатите им с оглед насърчаване на натрупването на капитал.
Други теории приемат, че еволюцията на буржоазията не се нуждае от революция. Германската буржоазия по време на революцията от 1848 г. не се стреми да поеме ръководството на политическото движение и вместо това застава на страната на монархията. Дейвидсън приписва това поведение на късното развитие на капиталистическите отношения и го сочи като модел за еволюцията на буржоазията.
Левите комунисти често разглеждат революциите, водещи до комунистически държави през XX век, като „буржоазни революции“.

## Цели
Според марксистката гледна точка задачите на буржоазната революция включват:
- Създаване на национална държава, която може да бъде конституирана по различен начин в различните народи.[14][15]
- Организацията на държавата на основата на народния суверенитет; върховенството на закона се основава на конституция[16], приета от народа.
- Буржоазно управление,[17] ако е възможно под формата на демократична република,[18][19] което още в Античността е намерило своето допълнение в тиранията.[20]
- Премахване на крепостничеството и вместо това формирането на свободни наемни работници.[21][22]
- Отделяне на производителите от средствата за производство при първоначалното натрупване на капитал.[23]
- Премахване на гилдиите и свобода на инвестициите.[21]
- Свободно развитие на производителните сили, докато узреят за социална революция.

## История
Макар и много по-малко разпространени, някои социални движения от европейското Късно средновековие получават името буржоазна революция, когато буржоазията в зараждащите се градове започва да се самоопределя като социална класа. Примерите включват въстанието на Чомпи във Флорентинската република, бунтовете на Жакерия по време на Стогодишната война във Франция и др.
Първата вълна от буржоазни революции избухват в началото на Новото време и обикновено са извършени от дребната буржоазия срещу абсолютисткото управление.
- Селска война в Германия (1524 – 1525); ранен опит за буржоазна революция[27]
- Осемдесетгодишна война (1566 – 1648); известна като холандска революция[28]
- Английска революция (1640 – 1660)[2][8]
- Американска революция (1765 – 1783)[8]
- Френска революция (1789 – 1799)
- Ирландско въстание от 1798[29]

Втората вълна от буржоазни революции са тези, които стават през Съвременната епоха и обикновено са ръководени от висшата буржоазия.
- Гръцко въстание (1821 – 1829)[30]
- Юлска революция във Франция (1830)[31]
- Френска революция от 1848[32][33]
- Германска революция от 1848
- Италианска революция от 1848[34][33]
- Унгарска революция от 1848[34][35]
- Рисорджименто (1848 – 1871)[36]
- Обединение на Германия (1866 – 1871)[36]
- Американска гражданска война (1861 – 1865)[37]
- Японска революция (1868 – 1869)[38][36]
- Филипинска революция (1896 – 1898)[39]
- Руска революция (1905 – 1907)[40][8]
- Персийска конституционна революция (1905 – 1911)[41]
- Младотурска революция (1908)[42]
- Китайска революция от 1911 (1911 – 1912)[43][8]
- Мексиканска революция (1910 – 1917)[44]
- Февруарска революция (1917) в Русия (1917) наричана буржоазно-демократична в съветската историография in Soviet historiography[45][46]
- Китайска гражданска война (1925 – 1953)[47][12]
- Иранска революция (1978 – 1979); според Енвер Ходжа[48]